# Lars Ulfsson (Ama)
Lars Ulfsson (Ama), död efter 1350, var en svensk riddare, riksråd och lagman.

## Biografi
Lars Ulfsson (Ama) var son till riddaren och riksrådet Ulf Holmgersson (Ama) och Cecilia Haraldsdotter (vingad Lilja). Han nämns som elev 1288 tillsammans med brodern Holmger Ulfsson (Ama) vid ärkebiskop Magnus Bossons testamente. Lars Ulfsson blev mellan 1312 och 1314 riddare och var från 1318 råd hos hertiginnorna Ingeborg. Han var från 1319 lagman i Södermanlands lagsaga och från 1322 riksråd. Lars Ulfsson avled efter 1350 och valde Alvastra kloster som begravningsplats.
Herr Lars var en av de sju svenska lagmän som skrev under Frihetsbrevet år 1319.

### Egendom
Lars Ulfsson hade från 1330 Ärnäs i Kärnbo socken som sätesgård. Han ägde även gods i Bråbo härad, Memmings härad och Skärkinds härad och Norrköpings stad i Östergötland, Rönö härad, Selebo härad och Västerrekarne härad i Södermanland, Vista härad i Småland och Sollentuna härad i Uppland.

### Familj
Lars Ulfsson var gift första gången från 1301 med Ramborg Nilsdotter (Hammerstaätten), dotter till riddarens och riksrådet Nils Ingemundsson (lilja) och Ragnfrid. Ramborg Nilsdotter var änka efter en riddare.
Han var gift andra gången från 1318 med Ingrid Anundsdotter (död 1346–1348). De fick tillsammans barnen nunnan Katarina Larsdotter (Ama) i Vårfrubergs kloster, Helena Larsdotter (Ama) som var gift med riddaren Jon Knutsson (Aspenäsätten), Ulf Ama, Holmger Ama, Kristina Larsdotter (Ama) som var gift med en riddare och Birger Algotsson (Hjorthorn, Algot Jonssons ätt), samt flera barn som begravdes i Alvastra kloster.